# Juan Isidro Jimenes
Juan Isidro Jimenes y Pereyra (Santo Domingo, República Dominicana, 15 de noviembre de 1846 – Santo Domingo, República Dominicana, 9 de mayo de 1919) fue un político dominicano que ocupó la presidencia de la República Dominicana en los períodos 1899-1902 y de 1914 a 1916.

## Vida personal y familia
El 21 de mayo de 1849, después de haber enviudado, Manuel José Jimenes se casó con Altagracia Pereyra Pérez, con quien procreó a Juan Isidro Jimenes Pereyra.
Jimenes se casó en 1874 con María Josefa de los Santos Domínguez y Gómez, tía abuela del futuro presidente Hipólito Mejía Domínguez. Ellos procrearon a: José Manuel, Ana Rosa, José Antonio, Carmen Josefa, María Consuelo, María Altagracia y María Dolores Jimenes Domínguez. Unos de sus hijos, José Manuel Jimenes, fue secretario de Fomento y Obras Públicas en el gobierno de Rafael Leónidas Trujillo.
Entre sus nietos está Juan Isidro Jiménes Grullón, destacado ensayista, historiador, médico, filósofo, educador y político.
También procreó con Rosenda Hernández a María Josefa Jiménez Hernández, quien se casó con Domingo Moreno Arriaga y son los padres del reconocido poeta dominicano y creador del postumismo Domingo Moreno Jimenes. El abogado y político dominicano Guillermo Moreno García es descendiente por parte paterna de Jimenes.

## 1.ª Presidencia (1899-1902)
Después del asesinato del general Heureaux, fue elegido presidente constitucional, cargo que ocupó en noviembre de 1899. Los militares que habían participado en la conjura contra el presidente Heureaux, le impusieron como vicepresidente al general Horacio Vásquez, lo que originó una permanente inestabilidad bajo su gobierno. En abril de 1902, el presidente Jimenes fue derrocado por una revuelta militar encabezada por su vicepresidente Vásquez. Un año más tarde, a la caída del general Vásquez, trató de volver al gobierno, pero Alejandro Woss y Gil se hizo con el poder.

## 2.ª Presidencia (1914-1916)

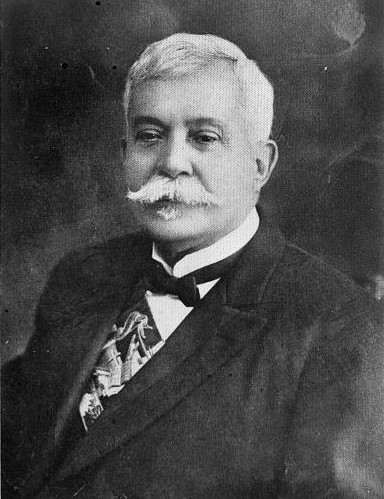
Juan Isidro Jimenes en enero de 1919

Después de la muerte del presidente Ramón Cáceres y luego de un período en el que se sucedieron varios gobiernos, Juan Isidro Jiménez triunfó sobre Vásquez en las elecciones presidenciales de 1914, con el apoyo de Desiderio Arias. 
Su gobierno incluyó a Velasquez y a Desiderio Arias, quienes con su apoyo electoral le habían permitido el triunfo. Arias fue nombrado como Ministro de Guerra y Marina y su principal representante Elías Brache ministro de Interior y Policía. Don Federico Velásquez fue nombrado ministro de fomento y su seguidor Bernardo Pichardo también ocupó un ministerio. Los Jimenistas Jacinto Peynado, Jaime Mota y Armando Pérez Perdomo completaron el gabinete. 
En enero de 1915 empezaron las dificultades, debido a las nuevas exigencias de los Estados Unidos dirigidas directamente por el Secretario de Estado William Bryan quien sometió al presidente una serie de exigencias, claramente intervencionistas e ilegales, entre las que se destacaban: el que las rentas internas serían cobradas por la Receptoría General de Aduanas; un ciudadano de los Estados Unidos sería nombrado como Superintendente de Hacienda, controlador de los gastos nacionales y encargado del presupuesto; el ejército dominicano sería suprimido o reducido creándose en su lugar se crearía una policía o guardia civil bajo el mando de un oficial de Estados Unidos. Por último se extendería la autoridad de un ciudadano de Estados Unidos como director general de Obras Públicas y Comunicaciones de todo el país.
Jiménez lanzó una proclama al pueblo destituyendo a Arias del puesto de Ministro de Guerra y Marina, imputándole la comisión de actos de traición y despidiendo a sus seguidores de los puestos que ocupaban.
El Secretario Robert Lansing ordenó al Ministro Russell de notificar a las facciones que el gobierno estadounidense apoyaría al presidente Jiménes, pero al mismo tiempo insistió en que este solicitara ayuda activa de los infantes de marina que acababan de llegar en los transportes "Praire" y "Castine". Jiménes se negó y pidió en cambio, armas y municiones para enfrentarse a Arias, a lo que el ministro se negó, exigiendo que el presidente pidiera ayuda formal de tropas estadounidenses.
Sin autorización previa, el 4 de mayo de 1916, los Estados Unidos empezaron a desembarcar sus tropas bajo el alegato de proteger la Legación de los Estados Unidos, la Receptoría General y a los extranjeros reunidos en la Legación haitiana.
Antes este hecho consumado y ante la realidad de que un enfrentamiento con Arias solo daría pie a un mayor desembarco de tropas estadounidenses, el 7 de mayo de 1916, el presidente renunció.
La parte final de su renuncia dice: ... Yo no he vacilado ni un instante y con todo el país a mi favor, excepción hecha de esa porción traidora del ejército que ocupa las plazas de Santo Domingo y Puerto Plata. Con más de 1500 hombres valientes y llenos de entusiasmo marcial sitiando las posiciones rebeldes, desciendo las gradas del Capitolio, con el sosiego sereno de mi conciencia limpia y con la confortable convicción del deber cumplido, sintiendo el sol otoñal iluminar con resplandores crepusculares las canas de mi cabeza, me retiro a la tranquilidad de mi hogar".

## Muerte
Falleció el 9 de mayo de 1919 en Santo Domingo. Está enterrado en la Catedral de María la Menor Santa.